# Daddy's Party Night 〜懲りないオヤジの応援歌〜
「Daddy's Party Night 〜懲りないオヤジの応援歌〜」（ダディズパーティーナイト - こりないおやじのおうえんか）は、2008年12月3日に発売されたバブルガム・ブラザーズの楽曲で22枚目のシングル。

## 概要
バブルガム・ブラザーズ再始動第一弾シングル。実に11年ぶりで、レコード会社移籍第一弾となっている。
ミュージック・ビデオが収録されたDVD付初回限定盤と通常盤の2形態で発売。
ミュージック・ビデオには彼らと交流のある鈴木雅之、久保田利伸、コロッケ、木梨憲武に加えて、Bro.KONEの次女、小柳心・小柳友兄弟が出演した。
カップリング曲「誰も知らない泣ける歌」は、日本テレビ『誰も知らない泣ける歌』のエンディングテーマ曲。

## 収録曲

### CD
1. Daddy's Party Night 〜懲りないオヤジの応援歌〜
2. 誰も知らない泣ける歌
3. Daddy's Party Night 〜懲りないオヤジの応援歌〜（Instrumental）
4. 誰も知らない泣ける歌（Instrumental）

### DVD
1. Daddy's Party Night 〜懲りないオヤジの応援歌〜（ミュージック・ビデオ）